# Carcedo de Burgos (kommunhuvudort)
Carcedo de Burgos är en kommunhuvudort i Spanien.   Den ligger i provinsen Provincia de Burgos och regionen Kastilien och Leon, i den norra delen av landet, 210 km norr om huvudstaden Madrid. Carcedo de Burgos ligger 991 meter över havet och antalet invånare är 252.
Terrängen runt Carcedo de Burgos är huvudsakligen platt. Carcedo de Burgos ligger uppe på en höjd. Runt Carcedo de Burgos är det mycket glesbefolkat, med 3 invånare per kvadratkilometer. Närmaste större samhälle är Burgos, 8,8 km nordväst om Carcedo de Burgos. Trakten runt Carcedo de Burgos består till största delen av jordbruksmark.